# Diecezja Alaski
Diecezja Alaski – jedna z 11 terytorialnych jednostek administracyjnych Kościoła Prawosławnego w Ameryce. Katedrą diecezji jest sobór św. Innocentego z Alaski w Anchorage. Diecezja obejmuje obszar stanu Alaska.
W skład diecezji Alaski wchodzi 8 dekanatów:
- dekanat misyjny Anchorage
- dekanat Bethel
- dekanat Dillingham
- dekanat Kenai
- dekanat Kodiak
- dekanat Russian Mission
- dekanat Sitka
- dekanat Unalaska

Na jej terytorium znajduje się seminarium duchowne św. Hermana z Alaski w Kodiak. Diecezja wydaje kwartalnik The Northern Star.